# Kolovratite
La kolovratite è un minerale.